# Radosław Cierzniak
Radosław Cierzniak (Szamocin, Polonia, 24 de abril de 1983) es un exfutbolista polaco que jugaba de portero y cuyo último equipo fue el Legia de Varsovia de la Ekstraklasa.

## Carrera
Radosław Cierzniak comenzó su carrera en 2001, pasando por varios equipos polacos y ucranianos, entre ellos el Obra Kościan, el Esparta Oborniki, el Volyn Lutsk, el Karpaty Lviv, el Amica Wronki y el Lech Poznań, entre otros. 
En 2003 se unió al Górnik Konin (por aquel entonces llamado Aluminium Konin), donde se convirtió en portero titular, jugando en 29 partidos y logrando el ascenso de su equipo a la I Liga tras finalizar segundos en la tabla.
Posteriormente, Cierzniak fichó por el Amica Wronki, haciendo su debut en la Copa de la UEFA ante el AJ Auxerre. Entró como sustituto de Arkadiusz Malarz, el cual se había lesionado durante el transcurso del partido, pero nueve minutos más tarde fue expulsado por cometer una falta sobre un jugador del conjunto francés. El 20 de abril de 2005 hizo su debut en la liga, partido que finalizó en un empate a dos contra el Odra Wodzisław Śląski.
En 2006 el Amica Wronki se fusionó con el Lech Poznań, debutando con su nuevo equipo el 8 de julio durante la Copa Intertoto de la UEFA frente al FC Tiraspol de Moldavia. Sin embargo, su escaso protagonismo en el Lech frente le obligó marcharse al Korona Kielce, jugando en el primer equipo el 28 de abril de 2007 hasta la cláusula de su contrato el 31 de diciembre de 2010. Durante su etapa en el Korona Kielce fue convocado por la selección polaca, jugando un amistoso ante Lituania en febrero de 2009.
Cierzniak volvió a emigrar al extranjero, esta vez al Alki Larnaca chipriota, haciendo veintiún apariciones. Tras un año en el club, firmó un contrato de dos años con el Dundee United, aunque antes hizo una parada de tres meses en el KS Cracovia,   disputando un único partido ante el Górnik Zabrze.
El 12 de agosto de 2012 debutó con el Dundee United en la tercera ronda de la Europa League, partido que culminó en un empate a dos goles ante el Dinamo de Moscú. Su primera participación en la Scottish Premiership fue en la victoria frente al Hibernian, jugando el derbi contra el Dundee FC la jornada siguiente, donde consiguió dejar la portería imbatida y conseguir evitar dos ocasiones claras de gol. Nada más terminar el partido, su compañero de equipo Willo Flood elogió su gran actuación durante el encuentro.
La temporada siguiente, Cierzniak jugó como portero titular en la mayoría de los partidos, firmando un nuevo contrato con el club escocés el cual finalizaría en mayo de 2015, dos meses antes de destitución de Jackie McNamara de su cargo como entrenador del Dundee United. Finalmente, en enero de 2016, se hizo oficial su compra por el Wisła Cracovia polaco, pero su poca participación hizo que fuese vendido al Legia de Varsovia, que tras la salida de Dušan Kuciak al Hull City se habían quedado sin portero titular.

## Clubes
| Club              | País    | Año       |
| ----------------- | ------- | --------- |
| FC Volyn Lutsk    | Ucrania | 2002      |
| FK Karpaty Lviv   | Ucrania | 2002      |
| Stomil Olsztyn    | Polonia | 2003      |
| Górnik Konin      | Polonia | 2003−2004 |
| Amica Wronki      | Polonia | 2004−2006 |
| Lech Poznań       | Polonia | 2006      |
| Korona Kielce     | Polonia | 2007−2010 |
| Alki Larnaca FC   | Chipre  | 2011      |
| KS Cracovia       | Polonia | 2012      |
| Dundee United     | Escocia | 2012−2015 |
| Wisła Cracovia    | Polonia | 2015      |
| Legia de Varsovia | Polonia | 2016−2021 |